# 非洲联盟驻索马里特派团
非洲联盟驻索马里特派团（英語：African Union Mission to Somalia）是经索马里联合国代表同意，由非洲联盟运营的地区维和特派团。其任务是支持过渡政府结构，实施国家安全计划，训练索马里安全部队，协助建立安全的人道援助环境。身为其一部分职责，非索特派团还在打击索马里青年党武装分子的战斗中，支援索马里联邦政府部队。
2007年1月19日，非洲联盟和平与安全理事会为了最初六个月的任务设立非索特派团，同年2月21日联合国安理会批准特派团任务。联合国安理会和非洲联盟和平与安全理事会后来又续签了六个月的授权。
2008年8月，联合国通过安理会第1831号决议，额外延长非索特派团的联合国授权六个月。非索特派团各个延长期都经过了审查。最近的一次延长审查是在2014年1月28日，当时通过了安理会第2093号决议。
2014年8月，索马里政府协助非索特派团发动印度洋行动，剿灭青年党在农村的残余势力。
2016年6月，烏干達表示駐索馬里部隊撤軍時間將不遲於2017年12月。

## 兵力
非索特派團於2016年的兵力如下：
| 國家     | 部隊人數 |
| -------- | -------- |
| 乌干达   | 6,223    |
|          | 5,432    |
| 衣索比亞 | 4,395    |
|          | 3,664    |
|          | 2,000    |
| 總數     | 21,714   |